# Grega Bole
Grega Bole (Jesenice, Eslovenia, 13 de agosto de 1985) es un ciclista esloveno.

## Palmarés
| 2006 - 2 etapas del The Paths of King Nikola - 1 etapa de la Tour de Eslovaquia 2007 - 1 etapa de la Jadranska Magistrala - Lieja-Bastoña-Lieja sub-23 - 1 etapa del Giro de las Regiones - 1 etapa del Giro del Friuli 2008 - Gran Premio de Kranj 2009 - Gran Premio Nobili Rubinetterie - 1 etapa de la Vuelta a Asturias - 1 etapa del Tour de Hainan 2010 - 1 etapa de Critérium du Dauphiné - 2 etapas del Tour de Eslovenia 2011 - Campeonato de Eslovenia en Ruta - Gran Premio de Plouay 2013 - 1 etapa del Tour de l'Ain | 2014 - 1 etapa del Circuito de las Ardenas - 1 etapa del Szlakiem Grodów Piastowskich - 1 etapa del Tour de Corea - 1 etapa de la Vuelta al Lago Qinghai 2015 - 1 etapa del Tour de Croacia 2016 - Gran Premio Costa de los Etruscos - Tour de Corea 2017 - 2.º en el Campeonato de Eslovenia en Ruta 2018 - 2 etapas del Tour de Japón 2022 - Tour de Sharjah, más 1 etapa 2023 - Tour de Salalah, más 1 etapa |

## Resultados en Grandes Vueltas y Campeonatos del Mundo
| Carrera         | Carrera         | 2005 | 2006 | 2007 | 2008 | 2009 | 2010  | 2011  | 2012 | 2013 | 2014 | 2015 | 2016  | 2017  | 2018 | 2019  | 2020 |
| --------------- | --------------- | ---- | ---- | ---- | ---- | ---- | ----- | ----- | ---- | ---- | ---- | ---- | ----- | ----- | ---- | ----- | ---- |
|                 | Giro de Italia  | —    | —    | —    | —    | —    | —     | —     | —    | Ab.  | —    | 61.º | 135.º | —     | —    | 110.º | —    |
|                 | Tour de Francia | —    | —    | —    | —    | —    | 125.º | 127.º | Ab.  | —    | —    | —    | —     | 143.º | —    | —     | —    |
|                 | Vuelta a España | —    | —    | —    | —    | —    | 97.º  | —     | —    | 97.º | —    | —    | —     | —     | —    | —     | Ab.  |
| Mundial en Ruta | Mundial en Ruta | —    | —    | —    | Ab.  | Ab.  | 11.º  | 20.º  | Ab.  | Ab.  | 42.º | 86.º | Ab.   | —     | Ab.  | Ab.   | —    |

—: no participa

Ab.: abandono